# Oncopsis plagiata
Oncopsis plagiata är en insektsart som beskrevs av Kuoh 1985. Oncopsis plagiata ingår i släktet Oncopsis och familjen dvärgstritar. Inga underarter finns listade i Catalogue of Life.